# مايكل فينتريس
مايكل جورج فرنسيس فينتريس (بالإنجليزية: Michael George Francis Ventris)‏ هو عالم لغويات ومعماري إنجليزي بريطاني في 12 يوليو 1922 في المملكة المتحدة. اختصّ فينتريس في اللغويات القديمة التي كانت موجودة في حضارة اليونان القديمة مع جون تشادويك وأليس كوبر، حيث تمكن معهما من فك رموز اللغة اليونانية القديمة بالنظام الخطي ب الذي اكتشفه عالم الاثار آرثر إيفانز في كنوسوس.
توفي في 6 سبتمبر 1956 جراء حادث سير قبل أسابيع قليلة من نشره لبحث بعنوان (Documents in Mycenaean Greek)، الذي كتبه جون تشادويك ‏.

## روابط خارجية
- مايكل فينتريس على موقع الموسوعة البريطانية (الإنجليزية)